# Thousand Oaks
Thousand Oaks är en stad i Ventura County i södra Kalifornien, USA.

## Kända Personer
Christian Yelich - Basebollspelare